# Michel Noël
Matchewan Noël (Messines, 17 de agosto de 1944 - 12 de abril de 2021) fue un funcionario y escritor canadiense de ascendencia algonquina de la región de Outaouais en la Provincia de Quebec.

## Biografía
Hijo de Jean-Marechal Noël, nació en Messines y creció en la Reserva de Vida Silvestre La Vérendrye y en las regiones de Maniwaki y Abitibi-Témiscamingue de Quebec. Recibió una licenciatura de la École normale de Hull, luego una licenciatura y una maestría de la Universidad Laval. En 1983, completó un doctorado; su tesis fue sobre la gastronomía de las Primeras Naciones en los siglos XVI y XVII.
De 1977 a 1980, Noël fue director del Departamento de Artesanía y Manualidades del Ministerio de Cultura de Quebec. Continuó sirviendo en varios puestos en el mismo departamento y más recientemente ha sido coordinador de asuntos de las Primeras Naciones.
En cuanto a la producción creativa, escribió novelas, poesía, obras de referencia, cuentos y obras de teatro para público joven y artículos que han aparecido en diversas revistas especializadas. Durante la década de 1980, Noël escribió una aclamada serie de libros basados en historias de las Primeras Naciones, Les Papinachois. También fue narrador de varias películas. Noël dirigió talleres en escuelas, colegios y universidades, y participó en varias conferencias sobre cuestiones de las Primeras Naciones.
Fue nombrado caballero en la Orden de las Artes y las Letras de Francia en 2003 por promover la lengua y la cultura francesas. En 1998, fue nombrado Ciudadano Global por la Asociación de las Naciones Unidas en Canadá. En 2008, fue galardonado con el Prix Saint-Exupéry en la categoría de la Francofonía. Fue nombrado caballero en la Orden Nacional de Quebec en 2011. En 2012, Noël fue finalista del Premio Memorial Astrid Lindgren.

## Obras seleccionadas
Algunas obras importantes de él son:
- Pien, ficción juvenil (1996), en 1997, recibió el Premio del Gobernador General a la literatura infantil en francés.
- La ligne de trappe (1998), recibió el Prix Alvine-Bélisle.
- Journal d'un bon à rien (1999), recibió el premio Geoffrey Bilson.[8]
- Le cœur sur la braisse (2000).
- Hiver indio (2001).
- Le Kitchimanitou (2003).
- ¡Cállate! ¡Cállate! (2004).
- Nishka (2009), finalista de un premio del gobernador general.[7]
- À la recherche du bout du monde (2012), recibió el TD Canadian Children's Literature Award.[9]